# Luboš Tomíček (1934)
Luboš Tomíček (16. srpna 1934 – 21. října 1968 Pardubice) byl český motocyklový závodník, reprezentant v ploché dráze.

## Život
Byl vyučený a formálně zaměstnancem ministerstva vnitra, protože v té době všichni sportovci v zemích Východního bloku museli mít statut amatérů. Byl organizován v klubu Rudá hvězda Praha. Jako československý motocyklový závodník úspěšně reprezentoval stát v ploché dráze. Za své zásluhy byl oceněn titulem zasloužilý mistr sportu.
Tragicky se zranil pádem pod kola závodníka jedoucího za ním při 20. ročníku Zlaté přilby v Pardubicích. Po převozu do pardubické nemocnice druhý den časně ráno zemřel.  Je pohřben na Břevnovském hřbitově.

## Závodní kariéra
V Mistrovství Československa na klasické ploché dráze získal v letech 1961-1965 pět mistrovských titulů, v letech 1958 a 1968 skončil na 2. místě a v letech 1959, 1960, 1966 a 1967 skončil na 3. místě. V mistrovství světa družstev 1960 v Göteborgu skončil na 3. místě a v roce 1963 ve Vídni skončil na 2. místě. V Mistrovství světa jednotlivců dosáhl nejlepšího výsledku 16. místem ve světovém finále 1965 v Londýně. Ve finále Mistrovství světa na dlouhé ploché dráze 1968 skončil na 17. místě. Startoval za Rudou hvězdu Praha.

## Rodina
Rodina bydlela v Praze na Petřinách, manželka po Tomíčkově smrti sama vychovala tři děti (nejstaršímu Lubošovi bylo 12 let, Mirkovi 10 let a měli mladší sestru Alenu) a pracovala v podniku Škoda DIZ. Na ploché dráze závodili i jeho syn Luboš Tomíček a vnuk Luboš Tomíček.

## Památka
Na jeho počest se jezdí od roku 1969 v Praze v Břevnově na plochodrážním stadionu na Markétě v pondělí po Zlaté přilbě Memoriál Luboše Tomíčka.